# Coupe du Monténégro féminine de volley-ball
La Coupe du Monténégro de volley-ball féminin est organisée par la Fédération monténégrine de volley-ball (Odbojkaški Savez Crne Gore, OSCG), elle a été créée en 2006.
Le 22 avril 2020, la Fédération monténégrine de volley-ball annonce que toutes les compétitions nationales, après avoir été suspendues mi-mars, sont définitivement annulées, en raison de la pandémie de maladie à coronavirus. En conséquence, le titre n'est pas attribué.

## Historique
La coupe du Monténégro a été créé en 2006, à l'occasion de la dissolution de la Serbie-et-Monténégro

## Palmarès
| Année | Vainqueur                                                              | Score                                                                  | Finaliste                                                              |
| ----- | ---------------------------------------------------------------------- | ---------------------------------------------------------------------- | ---------------------------------------------------------------------- |
| 2007  | ŽOK Luka Bar                                                           | 3 - 0 (25-0, 25-0, 25-0)                                               | ŽOK Budućnost Podgorica                                                |
| 2008  | AOK Rudar Pljevlja                                                     | 3 - 2 (25-14, 25-23, 23-25, 13-25, 15-10)                              | ŽOK Luka Bar                                                           |
| 2009  | AOK Rudar Pljevlja                                                     | 3 - 0 (25-19, 25-20, 25-22)                                            | ŽOK Luka Bar                                                           |
| 2010  | ŽOK Galeb Bar                                                          | 3 - 1 (30-28, 18-25, 25-22, 25-23)                                     | ŽOK Luka Bar                                                           |
| 2011  | ŽOK Luka Bar                                                           | 3 - 2 (15-25, 25-18, 20-25, 25-22, 15-11)                              | ŽOK Galeb Bar                                                          |
| 2012  | ŽOK Luka Bar                                                           | 3 - 0 (25-13, 25-11, 25-18)                                            | ŽOK Budućnost Podgorica                                                |
| 2013  | ŽOK Luka Bar                                                           | 3 - 2 (25-18, 17-25, 23-25, 25-19, 15-9)                               | ŽOK Morača Podgorica                                                   |
| 2014  | ŽOK Luka Bar                                                           | 3 - 0 (27-25, 25-17, 25-12)                                            | ŽOK Budućnost Podgorica                                                |
| 2015  | ŽOK Luka Bar                                                           | 3 - 1 (15-25, 25-19, 25-12, 25-20)                                     | ŽOK Galeb Bar                                                          |
| 2016  | ŽOK Galeb Bar                                                          | 3 - 0 (25-22, 25-16, 25-15)                                            | ŽOK Morača Podgorica                                                   |
| 2017  | ŽOK Luka Bar                                                           | 3 - 2 (24-26, 16-25, 25-18, 25-17, 15-10)                              | ŽOK Galeb Bar                                                          |
| 2018  | ŽOK Galeb Bar                                                          | 3 - 1 (25-20, 25-21, 24-26, 25-19)                                     | ŽOK Luka Bar                                                           |
| 2019  | ŽOK Galeb Bar                                                          | 3 - 2 (8-25, 32-30, 14-25, 25-21, 15-9)                                | ŽOK Luka Bar                                                           |
| 2020  | Édition définitivement arrêtée en raison de la pandémie de coronavirus | Édition définitivement arrêtée en raison de la pandémie de coronavirus | Édition définitivement arrêtée en raison de la pandémie de coronavirus |
| 2021  |                                                                        | 3 - X (-, -, -)                                                        |                                                                        |

## Bilan par club
| Club               | Titres | Ville    | Année                                    |
| ------------------ | ------ | -------- | ---------------------------------------- |
| ŽOK Luka Bar       | 7      | Bar      | 2007, 2011, 2012, 2013, 2014, 2015, 2017 |
| ŽOK Galeb Bar      | 4      | Bar      | 2010, 2016, 2018, 2019                   |
| AOK Rudar Pljevlja | 2      | Pljevlja | 2008, 2009                               |